# Юріна Людмила Єгорівна
Людмила Єгорівна Юріна (16 січня 1962, Узин) — українська композиторка, членкіня Національної спілки композиторів України, Асоціації Нова Музика (Української секції ISCM), Національної Асоціації композиторів США NACUSA, Спілки композиторів, авторів і видавців США  ASCAP https://www.ascap.com/  , Спілки електро-акустичної музики США SEAMUS  https://seamusonline.org/, Асоціації жінок-композиторок IAWM (США). 

## Біографія
Закінчила Київське музичне училище ім. Р. М. Глієра за фахом «фортепіано» (1981), Київську державну консерваторію ім. П. І. Чайковського за фахом «композиція» (1990) та асистентуру-стажування (1998) у проф. Є. Ф. Станковича. Відвідувала майстер-курси західно-європейських композиторів та виконавців — П.-Г. Діттріха, Ґ. Штеблера, Ж. Дюрана,І. Ардітті (Райнзберґ, Німеччина) та Г. Лахенманна і В. Ріма (Дрезден, Німеччина). У 2011 та 2023-2024 рр. має стажування у Стенфордському Університеті (США), у Центрі комп'ютерних досліджень музики та акустики (CCRMA https://ccrma.stanford.edu)
У 1990–1992 роках завідувала музичною частиною театрів-студій «Коло» та «Арс» у Києві. З 1993 року була членом Оргкомітету та координатором проектів «Міжнародного Форуму молодих композиторів» (Київ, Україна). У 1997 році була артистичним директором фестивалю сучасного українського мистецтва «Мета-Арт» (Київ, Україна). З 1995 року викладає на кафедрі композиції у Національній музичній академії України (композиція, оркестрування, авторський курс по новітній музиці ),з 2024 - у Стенфордському університеті (композиція) . У 1999 році була композитором-резидентом флейтового майстер-курсу в Райнсберзькій музичній академії (Німеччина). Читала лекції за запрошенням у Райнзберзькій музичній академії (1999), Штутгартській вищій школі музики (Німеччина, 2006), Техаському християнському університеті (США, 2008, 2011, 2012), у City University New-York Graduate Center (2020 р.) та у Стенфордському університеті (США,2022).
Співзасновниця та артдиректорка  фестивалів української музики в Америці в 2008, 2012 (Техас, Форт-Ворт) та Ukrainian Contemporary Music Festival aka UCMF в 2020 р. (Нью-Йорк). З 2022 року проживає в США (Каліфорнія ). 
Отримувала творчі стипендії:
- на резиденцію у Шраяні  (Шраян, Німеччина, 1998);
- для перебування в Експериментальній електронній студії Південно-Східного Радіо Німеччини  від Фундації Гайнріха Штробеля (Фрайбурґ, 1999);
- від Міністерства науки і мистецтв Баден-Вюртемберґу (Баден-Баден, Німеччина, 2001);
- для перебування у Міжнародному центрі композиторів у Візбі VICC (Готланд, Швеція, 2005, 2006);
- грант від Фонду Фулбрайта (США, 2010).

Брала участь у багатьох українських та міжнародних проєктах та фестивалях (зокрема соло- концерт "OTHER VISIONS"  в 2024 р. та  «Homage to Ukraine” в Стенфордському університеті в 2022 р.,«Нова музика для клавесіну» в Німеччині, «Українська музика для струнних квартетів» в Італії, міжнародна конференція TripleCCRMAlite:40,50,80 у Стенфордському університеті, США та ін.); її твори виконуються в США, Канаді, Україні, Німеччині, Італії, Франції, Ізраїлі, Польщі, Фінляндії та ін. Активно співпрацює з відомими німецькими виконавцями серед яких Dresden Sinfonietta, ensemble XelmYa, Ensemble Timbre Actuel та ін. Її твори виконувались  Network for New Music Ensemble, MAVerick ensemble, симфонічним оркестром Northwestern University, Trio Ravus, Карен Бентлі Полік, Едо Френкелем, Лаурой Оспіна (США), Borealis Brass (Канада), Pierre-Stephane Meuge (Франція), Іво Нільсоном (Швеція), E-MEX Ensemble, Матісом Майром, Вернером Баро, Дірком Амрайном (Німеччина), Оркестром Української Радіомовної компанії та телебачення, Національним симфонічним оркестром України, «Київською камератою», ансамблем нової музики «Ricochet», ансамблем ударних інструментів ARS NOVA, TanzLaboratorium Dance Company та іншими.
Записи її музики видано на компакт-диску «Два дні й дві ночі нової музики: Фестивалі 1998–2000», «Римські канікули» ансамблю Borealis Brass, транслювались на радіо «Deutsche Welle» (Німеччина), British Broadcasting (GB), Канадському радіо та на Українській Національній Телерадіокомпанії. Має друком низку творів у видавництвах «Музична Україна», «Frederick Harris Publishing Music» (Канада), TEM Taukay Edizioni Musicali (Італія), «Furore Verlag», «Certosa-Verlag» (Німеччина), «Terem-Music-Verlag» (Швейцарія) та «Donemus» (Нідерланди)
Серед її учнів лауреати міжнародних конкурсів в США, Україні, Словенії, Іспанії, Австрії.

## Нагороди
- Міжнародний конкурс Torneo Internationale di Musica TIM (Італія, 1999)
- Премія ім. Б. Лятошинського (2007)
- Премія ім. В. Косенка (2014)
- Премія ім. М. Лисенка (2016)

## Творчий доробок
Для симфонічного оркестру
- Концерт для тромбону та симфонічного оркестру: 17' (1989)
- …end-less… («…без кінця…») для симфонічного оркестру: 9` (1997)
- "Кашмір», аранжування пісні Led Zeppelin для симфонічного оркестру (2001)
- «Той, що входить» для симфонічного оркестру: 9' (2003)
- «Кристал» для симфонічного оркестру: 9' 50'' (2005)
- «Посвячення», кантата для баритону, мішаного хору та симфонічного оркестру: 28' (2006)
- «Пангея» для симфонічного оркестру: 12' (2009)

Для камерних складів
- «Музика на Воскресіння Христа» для флейти, гобоя, кларнета, фортепіано: 15' (1990)
- «Балада про Весноньку» для сопрано, текст І. Драча, для жіночого хору: 4' (1990)
- «Рао Ноала» для сопрано, флейти, вібрафона, фортепіано, скрипки: 11' (1991)
- «Геометрикум» для флейти, гобоя, кларнета, фагота, валторни: 14' (1993)
- "Екаґрата» для 4-х груп перкусії: 15' (1993)
- «Ран-нан» ("Внутрішнє світло») для 19-ти струнних: 11' (1993)
- «Кінець ігри або Провокації» для кларнета, фортепіано, скрипки, віолончелі: 8' (1995)
- Сіньоре Берешьоло, Камерна симфонія для 2-х гобоїв, камерного оркестру (реставрація та редагування) (1995)
- «Віддалення» для 2-х віолончелей: 8' (1996)
- «Маленький марш з великим будильником» («Ein Kleiner Marsch mit Grossem Wecker») для дитячого ансамблю перкусії: 6' (1996)
- «Funny Death» («Смішна смерть») на слова A. Ґінзберґа для сопрано, 2-х мікрофонів, там-тама: 5' (1998)
- «Funny Death» («Смішна смерть») на слова А. Ґінзберґа. Версія для 2-х сопрано, 2-х альтів, 2-х тенорів, 2-х баритонів: 4` (1998)
- «Xing» для тромбону, перкусії, фортепіано, контрабаса: 10' (1998)
- «Klangillusion I» («Звукова ілюзія») для флейти, фортепіано та віолончелі: 8' (2000)
- «Waterdreams», перформанс для тромбону, перкусії, саксофоніста-імпровізатора та міма: 11` (2001)
- «Klangillusion II» ("Звукова ілюзія ІІ") для скрипки,фортепіано та віолончелі: 8' (2002)
- «Тіні глибокого сну" для флейти, гобоя, фортепіано та віолончелі: 11' 20 (2002)
- «Видіння Йоанна Хрестителя» для струнного квартету: 8' (2004)
- «Алелуйя» для квінтету мідних: 5' (2005)
- «Янгол білого дня», версія для камерного ансамблю: 5' (2006)
- «Пісні птаха Бенну» для флейти, кларнета, скрипки та віолончелі: 9' (2010)
- «Дрейф» для камерного оркестру: 9' (2014)
- «Silicon Interferences» для флейти, кларнета, фортепіано,скрипки та віолончелі: 7' ( 2015)
- «Карикатура» для флейти, кларнета, фортепіано,скрипки та віолончелі: 1' (2015)
- «Geflimmer» ("Мерехтіння») для гобоя, кларнета та фагота: 6' (2014/16)
- «Lady Lazarus» моноопера для сопрано, фортепіано та електроніки (тексти Сільвії Плат, Джеймса Джойса, Річарда Баха): 25' (2013/15); англомовна версія: 26' (2013/16)
- "Dead City Silence" для флейти,кларнета, фортепіано, скрипки та віолончелі (2024)

Для фортепіано
- «Українська луна», п'ять п'єс для фортепіано: 6' (1984–1987)
- «Місто та село», три п'єси для фортепіано: 5' (1985)
- Прелюдія для фортепіано: 4' (1985)
- Два джазових етюди для дітей для фортепіано: 2' (1987)
- «Джаз-Фієста», дитячий фортепіанний альбом: 30' (1987–1991)
- «Рітурнелі» для фортепіано: 7' (1995)
- «Ґласс-елегія» для фортепіано: 8' (1998)
- «Тіні та примари» для фортепіано: 5' (1999)
- «Янгол білого дня» для фортепіано: 4' (2005)
- «In Good Mood»,15 п'єс для фортепіано (2016)
- цикл "Hidden Lands" , 3 пʼєси для фортепіано ( 2023/24)
- "Cuando la sirena se calma" (Коли стихає сирена...) для фортепіано: 6' (2024)

Для інших інструментів соло
- «Розпади» для тромбона соло: 8' (1992)
- «As soon as possible…» («Якнайскоріш…») для гобоя соло: 6' (1997)
- «Ґемма» для флейти соло: 6' (1999)
- «Irrlicht» («Блукаючий вогник»): 7' (2000)
- «Herzstück» для сопрано, текст Г. Мюллера: 5' (2006)
- «Пульсар» для скрипки: 8' (2007)
- «Trombon(o)per(a) Dirk» для тромбону: 8' (2008/12)
- «Архіпелаг» для фортепіано та електроніки: 8' (2014)
- «Дума» для скрипки : 6‘ (2022)
- «Distant lands» для скрипки і електроніки : 6‘ (2022)

Музика для кінофільмів
- «Сад тіней», музика до фільму: 12' (1992)
- «Потоки», музика до фільму: 8' (1997)

Електронна музика
- «Quad», електронна музика до п'єси C. Беккета: 16' (1999)
- «Topos Uranios» для клавесина та живої електроніки (live electronics): 8` (2001)
- «Персей-Бета Алголь» для електрогітари та електроніки: 8' (2007)
- «Existenza» для електроніки та відео: 29' (2008)
- "San Francisco Capsule" для багатоканальної системи (2023/24)
- "Stanford Capsule" для багатоканальної системи (2023/24)